# Henriette d'Angleterre
 (mai 2015).
Henriette d'Angleterre, née le 16 juin 1644 à Exeter, Angleterre et morte le 30 juin 1670 au château de Saint-Cloud, France, appelée aussi Henriette-Anne Stuart (en anglais : Henrietta Anne Stuart of England), est la fille du roi Charles Ier d'Angleterre et d'Écosse et de la reine Henriette-Marie de France. Elle est la petite-fille d'Henri IV, la nièce de Louis XIII, la cousine germaine de Louis XIV, ainsi que sa belle-sœur par son mariage avec son cousin germain Philippe d'Orléans (frère de Louis XIV). Stuart par son père et Bourbon par sa mère, la princesse est donc doublement de sang royal. Sa mort brutale à 26 ans a surpris la cour.

## Biographie

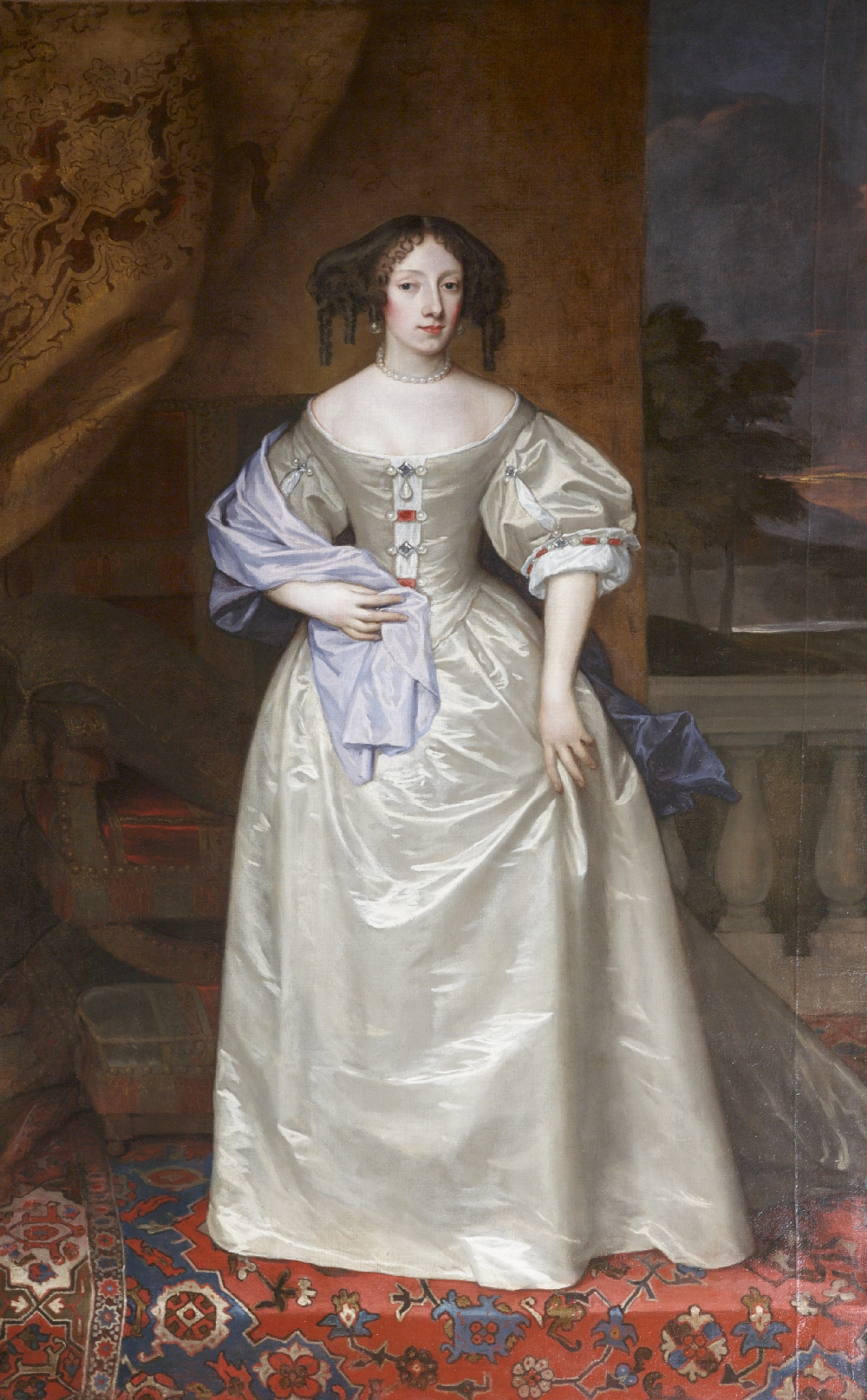
Portrait posthume réalisé par Samuel Cooper à la demande du frère d'Henriette, le roi Charles II d'Angleterre.

### D'une guerre civile à l'autre
Henriette-Anne naît à Exeter en Angleterre le 16 juin 1644, au plus fort de la guerre civile opposant son père aux parlementaires anglais tout d'abord puis à Cromwell ensuite. Sa mère, dont l'accouchement a temporairement interrompu la fuite hors d'Angleterre, gagne la France, juste après la naissance, la laissant à la garde de sa gouvernante, Lady Dalkeith, comtesse de Morton.

### La fuite et l'exil
Au vu du contexte politique de l'époque, son père ordonne prudemment que la princesse Henriette soit rapidement baptisée selon le rite anglican. Quelques mois plus tard, après la défaite de Naseby (14 juin 1645), Charles Ier envoie par sécurité son fils aîné, le prince de Galles, âgé de 15 ans, rejoindre sa mère en France. Lady Morton est transférée de force avec Henriette près de Londres, mais refuse de livrer l'enfant au Parlement.
Craignant pour la vie de la petite princesse dont elle a la responsabilité, elle s'échappe durant l'été 1646 pour rejoindre les réfugiés anglais à la cour de Louis XIV, déguisée en paysanne et faisant passer l'enfant pour son fils. Elle est accueillie assez fraîchement par la reine Henriette-Marie, puis congédiée assez rapidement.

### L'éducation française d'une princesse considérée sans intérêt
La princesse fut élevée dans le catholicisme au couvent de Chaillot par les sœurs de la Visitation. Ses premières années en France sont assez rudes pour une princesse de sang royal. La monarchie française est en train d'affronter le soulèvement de la Fronde, les caisses sont vides et la régente, Anne d'Autriche, a d'autres soucis que celui de s'occuper du bien-être de sa belle-sœur et de sa nièce. La petite Henriette passe donc avec sa mère des hivers pénibles dans l'appartement qui leur a été dévolu au Louvre. Les chroniqueurs relatent qu'elles y vivaient très chichement, ayant à peine de quoi se chauffer, qu'elles ne pouvaient se vêtir selon leur rang (Henriette devait même à sa tante la duchesse de Savoie d'avoir des gants à sa taille) et que la reine déchue d'Angleterre avait dû vendre tous ses bijoux et sa vaisselle pour assurer sa subsistance et celle de sa fille. De plus, les deux femmes étaient tenues à l'écart de la vie de cour : femme et fille d'un roi déchu et exécuté, héritières d'une lignée royale (les Stuart) que l'on croyait déchue à jamais, sans autres ressources que celles émanant de la solidarité familiale et non dépourvue de visée politique (un comportement différent aurait nui à la réputation de la monarchie Française mais une grande proximité des exilées avec la cour aurait contrarié les relations avec la république Anglaise),  Henriette et sa mère n'intéressaient personne et étaient tenues à l'écart. Lord Jermyn, l'amant de la reine-mère qui avait accompagné celle-ci lors de sa fuite d'Angleterre et qui partageait la vie des deux femmes, était un buveur violent qui paraît-il, battait sa maîtresse. Malgré ces difficultés matérielles et ce climat familial déplorable, il semble qu'Henriette bénéficia d'une éducation acceptable. Enfant intelligente, elle était cultivée.
Contre toute attente, la situation changea peu avant le 16e anniversaire de la princesse. En mai 1660, le frère aîné d'Henriette réussit à reconquérir le trône d'Angleterre qui avait été enlevé à son père, Charles Ier, décapité sur ordre de Cromwell en 1649. Il régna sous le nom de Charles II. Le roi portait une tendre affection à sa sœur cadette. Désormais, la jeune Henriette, oubliée, négligée, tenue à l'écart jusqu'alors par la monarchie française, est la sœur d'un roi en exercice dont l'alliance peut être recherchée. Ce n'est qu'à partir de ce moment-là que la régente, Anne d'Autriche, commença à s'occuper de sa nièce et, puisque la jeune fille était princesse, lui chercha un époux digne de son rang. La reine Anne ne pouvait laisser un parti devenu si intéressant en des mains étrangères. Elle ne chercha pas très loin le futur époux. Son fils aîné, le roi Louis XIV de France, avait épousé en 1660 la fille aînée du roi d'Espagne - une autre cousine -, c'est à son fils cadet qu'elle destina sa jeune nièce d'Angleterre qui avait été élevée en France. Le jeune roi de France, qui ne conservait de cette cousine que le vague souvenir d'une petite fille maigrelette, donna son assentiment à la décision maternelle.

### Un mariage royal et politique

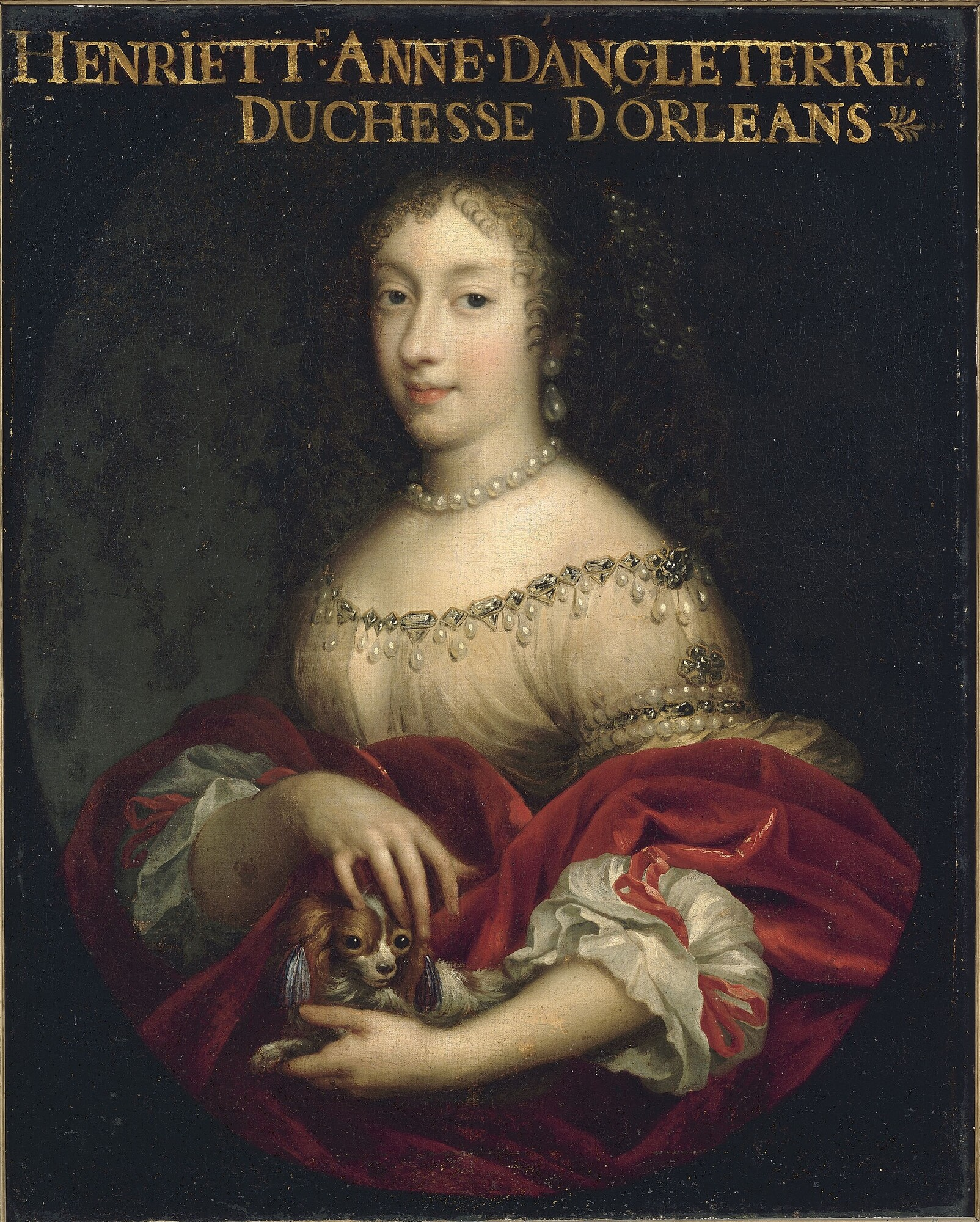
Portrait d'Henriette peu après son mariage.

Le 31 mars 1661, à l'âge de seize ans, Henriette-Anne d'Angleterre épousa son cousin Philippe de France, duc d'Orléans « (Monsieur), frère unique du roi », une pratique courante dans les cours royales de l'époque. Le mariage d'Henriette et de Monsieur fut décidé par Louis XIV, chef de la famille et sa mère Anne d'Autriche, l'année même où Mazarin mourut et où Louis XIV prenait réellement le pouvoir en main. On peut considérer que cette union fut une des premières grandes décisions du Roi-Soleil. Peu de temps avant, le roi aurait dit à Monsieur : « Mon frère, vous allez épouser les os des Saints-Innocents ! ». Par cette métaphore faisant référence au cimetière parisien des Saints-Innocents, Louis XIV signifiait à son frère qu'Henriette était une personne fort maigre. C'est tout au moins le souvenir que le roi avait conservé de sa cousine : une fillette maigrichonne et peu attirante. Ces paroles du roi prouvent incontestablement qu'Henriette avait été tenue jusqu'alors totalement à l'écart de la cour française et que le roi, ainsi que son frère, ne l'avaient pas vue souvent. Lorsqu'il rencontra Henriette quelque temps avant le mariage, Louis XIV eut l'agréable surprise de découvrir une très séduisante jeune fille, bien éloignée de cette cousine anglaise dont il avait gardé un souvenir mitigé.

### Bourbon et Stuart: un couple désuni

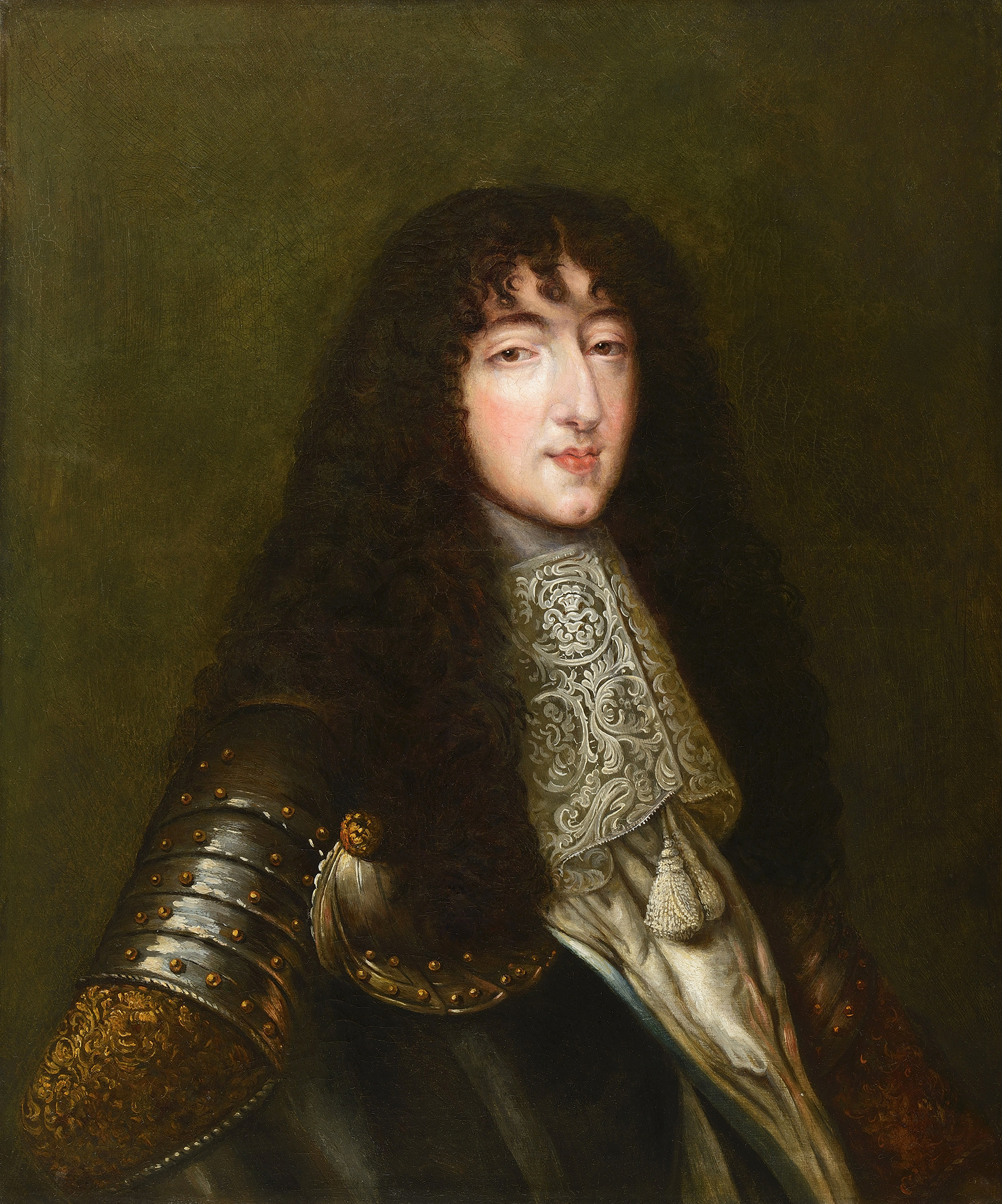
Philippe de France, duc Orléans, "Monsieur, frère unique du roi"

Ce mariage était d'une grande importance politique : il fallait en effet marier Monsieur qui était l'héritier du trône tant que le roi n'avait pas de fils. De plus les penchants homosexuels très déclarés du jeune prince créaient quelques désordres à la cour de France. Cependant, il fallait lui trouver une épouse dont le sang était impérativement royal mais aussi dont la Maison était de puissance comparable à celle de la Maison de France. Par ailleurs, ce mariage avait un intérêt diplomatique : il renforçait les liens entre la France et l'Angleterre, entre la Maison de Bourbon et la Maison de Stuart récemment restaurée. À partir de son mariage, Henriette porta le titre de « Madame », qui était dévolu à l'épouse de « Monsieur ». À 16 ans, elle était après la reine et la reine-mère, la femme la plus importante de la Cour et de France, le pays le plus puissant d'Europe. Celle dont la moindre parole, le moindre geste serait observé, commenté, imité ou interprété mais aussi décrié voire calomnié.
Le couple ducal eut plusieurs enfants :
1. Marie-Louise d'Orléans (°27 mars 1662 †12 février 1689), qui devient reine d'Espagne et des Indes en épousant en 1679 Charles II de Habsbourg (1661-1700).
2. Philippe-Charles d'Orléans, duc de Valois (°16 juillet 1664 †8 décembre 1666)
3. Une fille mort-née en 1665
4. Un fils mort-né en 1667
5. Anne-Marie d'Orléans (27 août 1669-26 août 1728) qui épouse le 10 avril 1684 Victor-Amédée II de Savoie (et devient ainsi en 1720 reine de Sardaigne). Elle reçut de sa mère et transmit à sa descendance, la Maison de Savoie, la succession royale d'Angleterre et d'Écosse (succession jacobite). Leur fille Marie-Adélaïde de Savoie épousa en 1697 Louis, duc de Bourgogne (petit-fils de Louis XIV) et fut la mère de Louis XV.

Le ménage ne fut pas harmonieux. Monsieur, dont les penchants homosexuels étaient connus (il vivait notamment une liaison passionnée avec le chevalier de Lorraine), accomplit cependant son devoir conjugal, mais jalousait autant les succès de son épouse auprès du roi et à la cour que les soupirants qui papillonnaient autour de son épouse. 

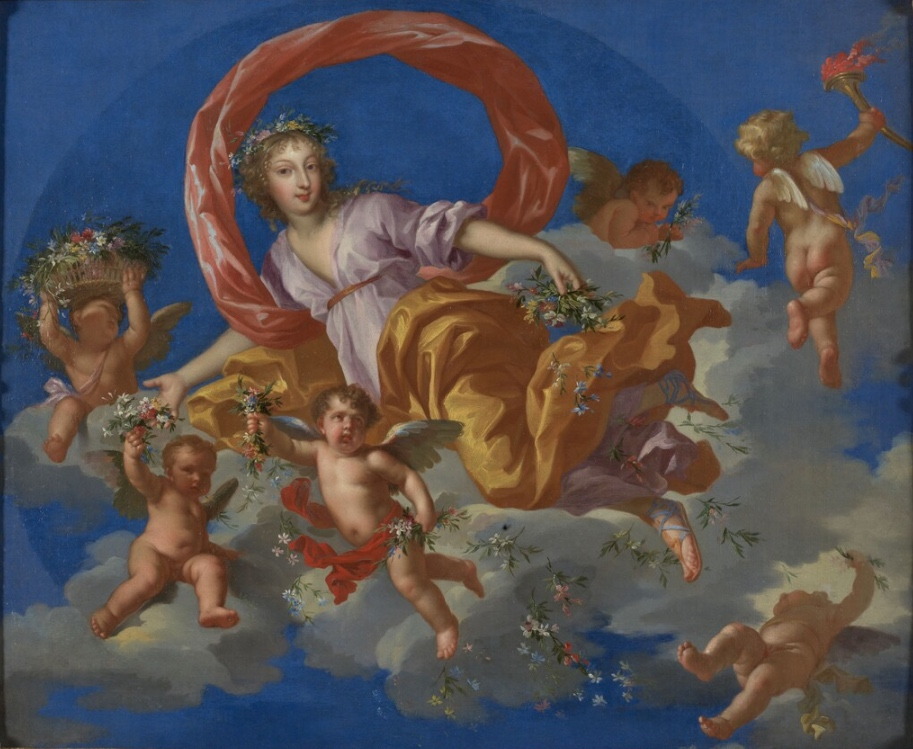
Jean Nocret, Portrait historié d’Henriette d’Angleterre, duchesse d’Orléans, vers 1665-1670.

Henriette était en effet très proche de son beau-frère Louis XIV, qui appréciait sa beauté, sa culture et son goût du luxe. En fait, Louis XIV avait été séduit par sa radieuse belle-sœur. 
De plus, si Henriette parvint à obtenir diverses faveurs et postes de commandements pour ses favoris, elle n'obtint jamais rien pour son époux, qui lui en tenait une vive rigueur. Ce n'est pas à la princesse qu'incombaient les causes de ces échecs mais à une volonté politique du roi : hanté par le souvenir de la Fronde, Louis XIV n'accordait guère de confiance aux princes de sa Maison. Tenant compte des leçons de l'Histoire — notamment le souvenir de son oncle Gaston d'Orléans, frère du roi Louis XIII, qui n'avait cessé d'intriguer sa vie durant contre le monarque —, il veillait à l'époque à ce que son frère et ses cousins n'obtiennent aucun pouvoir, aucune responsabilité, aucune charge importante qui leur eût permis de menacer son autorité. Pour les humilier davantage, il ira jusqu'à marier leurs fils à ses bâtardes afin que seuls ses descendants directs aient un "sang pur".

### Louise de La Vallière
La Cour soupçonna un temps Madame et le roi d'être amants. Des suppositions sur une éventuelle liaison amoureuse existent toujours mais rien n'a jamais été clairement prouvé. Il est certain qu'Henriette fut la reine incontestée de nombreuses fêtes que Louis XIV donnait. 

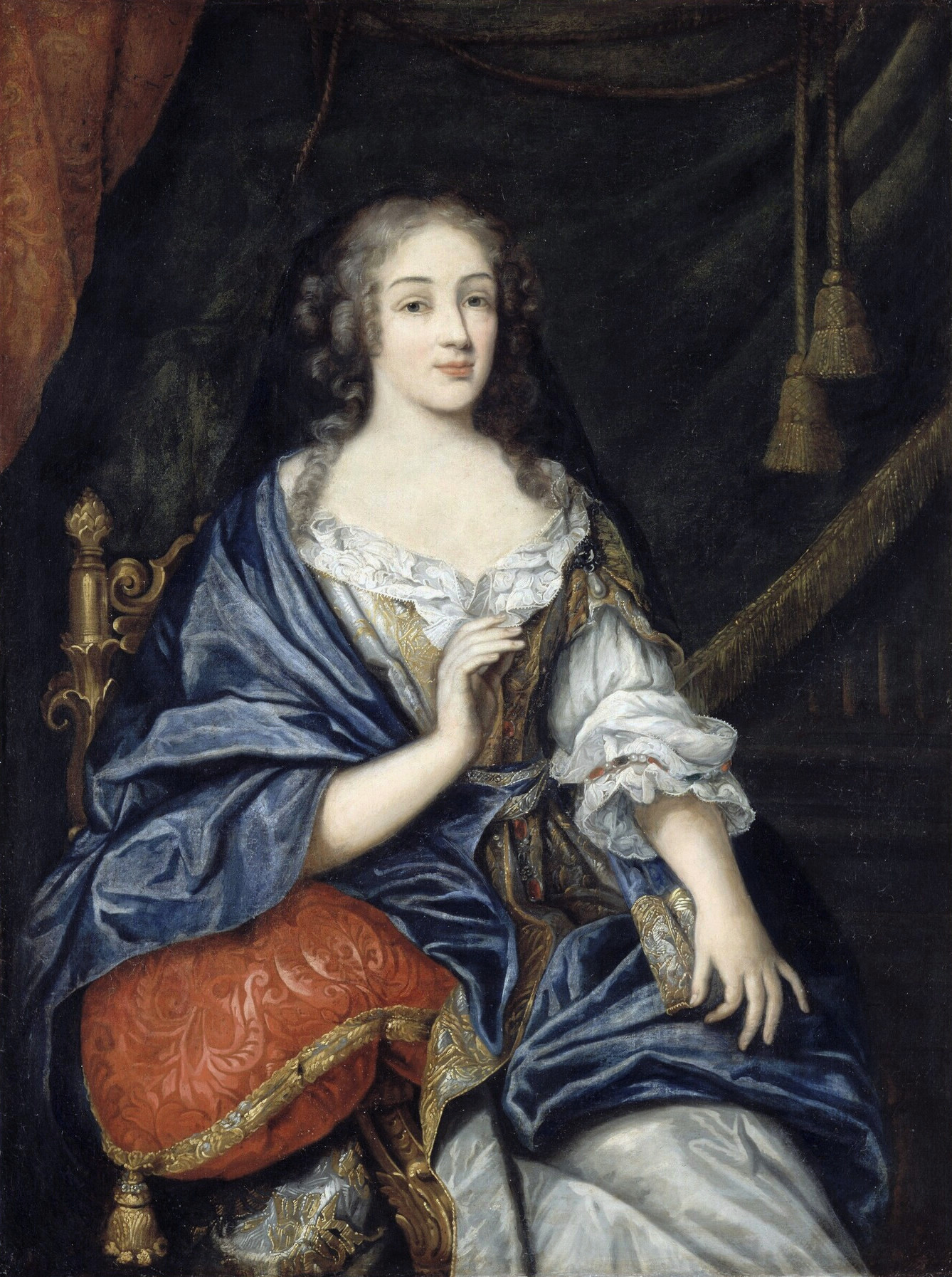
Louise de La Vallière

Pour faire pièce aux médisants, elle aurait suggéré de faire appel à un "paravent", un leurre : une jeune fille que le roi courtiserait et avec laquelle on lui prêterait une idylle. Le choix se serait porté sur une de ses suivantes, Louise-Françoise de La Baume Le Blanc. Mais Louis XIV se serait épris réellement de la jeune fille et se serait éloigné un peu d'Henriette qui demeura tout de même la reine des bals de la Cour mais brocardait ouvertement et méchamment la jeune fille naïve qui l'avait supplantée dans le cœur du roi. Elle souffrait toutefois de l'hostilité de son mari, d'une partie des favoris (amants) de celui-ci et surtout de la haine du chevalier de Lorraine. Par ailleurs, sa belle-mère (Anne d'Autriche) et la reine Marie-Thérèse, toutes deux espagnoles, vouèrent à la princesse anglaise une certaine hostilité qui n'était en fait qu'une jalousie inavouée.
Délaissant sa belle-sœur, le roi se consacra à sa nouvelle maîtresse d'abord secrètement puis, après la mort de sa mère, très ouvertement allant jusqu'à légitimer la fille qu'elle lui avait donnée. En 1667, le roi s'éprit d'une femme mariée, la marquise de Montespan. Par souci de ne pas ébruiter le scandale de ce double adultère, il conserva Louise comme favorite officielle, lui accorda le duché de La Vallière comme cadeau de rupture mais ne légitima le fils qu'elle lui avait donné que deux ans plus tard.

### L'apogée et la mort: une mission diplomatique

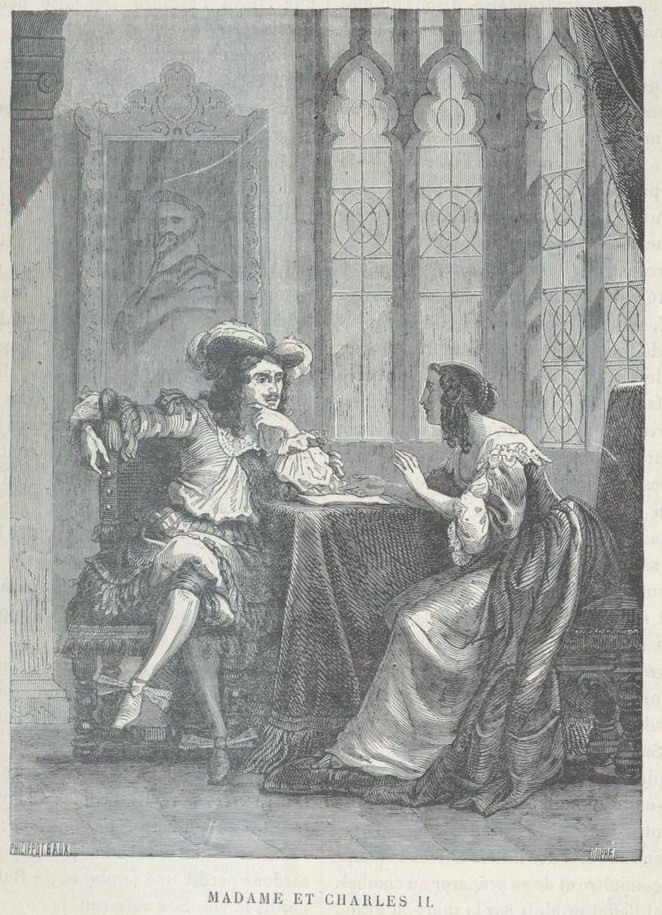
Henriette d'Angleterre négociant le traité de Douvres avec Charles II.

En 1670, au grand dam de son entourage jaloux, Henriette fut chargée par le roi d'une mission diplomatique. "Madame" se rendit en grand apparat en Angleterre visiter son frère Charles II qui l'aimait tendrement et contribua à la signature du traité de Douvres, qui scellait le rapprochement entre l'Angleterre et la France.
Dans son entourage se trouvait ostensiblement Louise de Keroual dont le roi Charles II fit sa favorite et Louis XIV son espionne.
Deux semaines après son retour de Londres Madame fut saisie de violentes douleurs au côté après avoir bu un verre de chicorée. Son agonie dura plusieurs heures. Elle mourut à 26 ans, le 30 juin 1670, à deux heures et demie du matin environ, au château de Saint-Cloud, peut-être d'une péritonite biliaire, comme le laisse supposer le rapport d'autopsie de Bourdelot ou d'un ulcère perforé ou aigu.
Jacques-Bénigne Bossuet composa pour Henriette-Anne une oraison funèbre dont certaines phrases sont passées à la postérité : 

« Ô nuit désastreuse ! Ô nuit effroyable, où retentit tout à coup comme un éclat de tonnerre cette étonnante nouvelle : Madame se meurt ! Madame est morte ! »

Quoi qu'il en soit, Monsieur — qui n'avait pas de fils — fut contraint de se remarier dès l'année suivante avec la fille de l'Électeur Palatin, Élisabeth-Charlotte de Bavière, 19 ans, par ailleurs petite-cousine d'Henriette d'Angleterre du côté Stuart.
Pour obtenir l'accord de son frère, le roi lui avait promis de rappeler à la cour le chevalier de Lorraine qu'il avait exilé à Rome à la demande de feue Henriette.

## Une mort célèbre et contestée
Les raisons de la mort d'Henriette ne sont toujours pas établies avec certitude à ce jour. Cependant les études modernes sur le rapport d'autopsie et sur l'évolution de l'état d'Henriette les derniers jours penchent pour une occlusion intestinale consécutive à une cholécystite aiguë. Une hypothèse récente évoque la possibilité d'une porphyrie aiguë intermittente, maladie génétique présente dans la famille Stuart, ou d'une péritonite causée par un ulcère perforé,.
La romancière Jacqueline Duchêne a avancé la thèse d'un empoisonnement qui aurait été commandité par Philippe de Lorraine, amant de Monsieur, intrigant notoire et personnage sans scrupules, dont Henriette avait obtenu du roi l'exil en Italie.
Le marquis d'Effiat, autre favori de Monsieur, est accusé sans preuve, notamment par Saint-Simon, d'avoir mêlé du poison à l'eau de chicorée bue par la princesse. Certains témoins dirent que Madame fut subitement prise de douleurs terribles dans les premières minutes qui suivirent l'absorption de cette tasse de chicorée ; cependant la notion de syndrome abdominal aigu, ici rupture de la vésicule biliaire, n'était pas connue à l'époque ; il était alors facile d'incriminer l'empoisonnement, certes fréquent.[réf. nécessaire]
D'autre part, Louis XIV, auquel certains proches avaient fait part de leurs soupçons vis-à-vis de cette mort suspecte, ordonna qu'une autopsie du corps de Madame fût pratiquée mais défendit sous peine de mort aux médecins d'évoquer dans leur rapport l'hypothèse d'un empoisonnement, au demeurant fort difficile à mettre en évidence avec les moyens de l'époque. En effet, si l'empoisonnement s'était avéré, le scandale eût été immense. La thèse du poison, mis non pas dans le breuvage mais déposé sur les parois internes de la tasse (Madame, comme tous les princes et princesses du sang, avait sa propre vaisselle que personne d'autre n'avait le droit d'utiliser) fut entretenue par les mémoires de la princesse Palatine qui succéda à Henriette, comme seconde épouse de Monsieur.[réf. nécessaire]
Même si La Palatine ne cite pas ses sources, elle semble si convaincue d'un empoisonnement que l'on peut supposer que Monsieur aurait pu connaître, ultérieurement, l'identité du ou des coupables, que celui-ci ou ceux-ci faisaient peut-être partie du cercle de ses favoris (le nom du chevalier de Lorraine fut notamment évoqué). Atterré par cette révélation, Monsieur aurait alors fait quelques confidences à demi-mot à sa seconde épouse. En effet, le frère du roi, qui était très bavard, très frivole, avait la réputation d'être incapable de garder un secret. Il fallait toujours qu'il parle pour se donner quelque importance. Cependant, Madame de la Fayette, amie de la princesse, affirme dans son Histoire de Madame Henriette d'Angleterre que celle-ci s'était plainte pendant plusieurs jours avant sa mort « d'un mal de côté, et d'une douleur dans l'estomac à laquelle elle était sujette » ; elle précise également lui avoir trouvé mauvaise mine. Bref, elle fait clairement état d'un malaise général pouvant étayer la thèse de la péritonite. On est davantage enclin à se fier à ce témoin direct des faits qu'à Madame Palatine qui, d'une part, ne devait arriver pour la première fois à la cour que plus d'un an après les faits, et d'autre part, vouait au chevalier de Lorraine une haine violente qui ne pouvait que biaiser son jugement.

## Titres
- 16 juin 1644 – 31 mars 1661 princesse Henriette d'Angleterre (Princess Henrietta of England)
- 31 mars 1661 – 30 juin 1670 Madame, duchesse d'Orléans, fille de France par mariage.

## Dans la fiction
Elle apparaît dans le roman Le Vicomte de Bragelonne d'Alexandre Dumas (1° éd. 1848-1850), qui met en avant sa frivolité.
Elle apparaît aussi dans ces deux séries télévisées :
- Charles II, le pouvoir et la passion (2003), une production de la BBC dirigée par Joe Wright. Elle est interprétée par Anne-Marie Duff. Sa présence dans la série (épisode 3) concerne son rôle dans la négociation du Traité de Douvres en 1670. Louis XIV (joué par Thierry Perkins-Lyautey) lui confie cette mission à Londres auprès de son frère bien-aimé Charles II. Elle meurt subitement à son retour en France mais la série n'avance pas une thèse à ce sujet (maladie ou empoisonnement).
- Versailles (2015-2018), interprétée par Noémie Schmidt.